# Československá basketbalová liga 1962-1963
La Československá basketbalová liga 1962-1963 è stata la 35ª edizione del massimo campionato cecoslovacco di pallacanestro maschile. La vittoria finale è stata ad appannaggio dello Spartak ZJŠ Brno.

## Risultati

### Stagione regolare
|     | Squadra                  | G  | V  | P  | PF   | PS   | Pt. | Qualificazione |
| --- | ------------------------ | -- | -- | -- | ---- | ---- | --- | -------------- |
| 1.  | Spartak ZJŠ Brno         | 26 | 24 | 2  | 2118 | 1607 | 50  |                |
| 2.  | Dynamo Praga             | 26 | 22 | 4  | 1956 | 1604 | 48  |                |
| 3.  | Iskra Svit               | 26 | 20 | 6  | 1922 | 1526 | 46  |                |
| 4.  | Spartak Praga Sokolovo   | 26 | 20 | 6  | 1939 | 1640 | 46  |                |
| 5.  | Slovan Orbis Praga       | 26 | 17 | 9  | 2007 | 1696 | 43  |                |
| 6.  | Tatran Ostrava           | 26 | 16 | 10 | 1728 | 1668 | 42  |                |
| 7.  | VSS Košice               | 26 | 13 | 13 | 1800 | 1884 | 39  |                |
| 8.  | Dukla Olomouc            | 26 | 12 | 14 | 1780 | 1758 | 38  |                |
| 9.  | Spartak Tesla Žižkov     | 26 | 10 | 16 | 1707 | 1858 | 36  |                |
| 10. | Slávia VŠ Bratislava     | 26 | 8  | 18 | 1676 | 1830 | 34  |                |
| 11. | Spartak 1. brněnská Brno | 26 | 7  | 19 | 1819 | 2062 | 33  | retrocesse     |
| 12. | Lokomotíva Prievidza     | 26 | 7  | 19 | 1637 | 1988 | 33  | retrocesse     |
| 13. | Pardubice                | 26 | 6  | 20 | 1672 | 2019 | 32  | retrocesse     |
| 14. | Slavoj Praga             | 26 | 0  | 26 | 1532 | 2155 | 26  | retrocesse     |

| Československá basketbalová liga 1962-1963 |
| ------------------------------------------ |
| Spartak ZJŠ Brno 10º titolo                |

## Formazione vincitrice
| N° | Naz.                      | Ruolo | Sportivo           |  | Alt. |  |
| -- | ------------------------- | ----- | ------------------ |  | ---- |  |
|    | Cecoslovacchia (bandiera) |       | František Konvička |  | 192  |  |
|    | Cecoslovacchia (bandiera) |       | Zdeněk Konečný     |  | 204  |  |
|    | Cecoslovacchia (bandiera) |       | Zdeněk Bobrovský   |  | 186  |  |
|    | Cecoslovacchia (bandiera) |       | Vladimír Pištělák  |  | 189  |  |
|    | Cecoslovacchia (bandiera) |       | František Pokorný  |  |      |  |
|    | Cecoslovacchia (bandiera) |       | Radoslav Sís       |  |      |  |
|    | Cecoslovacchia (bandiera) |       | Zdeněk Vlk         |  |      |  |
|    | Cecoslovacchia (bandiera) |       | Stanislav Milota   |  |      |  |
|    | Cecoslovacchia (bandiera) |       | Fila               |  |      |  |
|    | Cecoslovacchia (bandiera) |       | Stanislav Vykydal  |  | 171  |  |
|    | Cecoslovacchia (bandiera) |       | Hradílek           |  |      |  |
|    | Cecoslovacchia (bandiera) | All.  | Ivan Mrázek        |  |      |  |

## Fonti
- Ing. Pavel Šimák: Historie československého basketbalu v číslech (1932-1985), Basketbalový svaz ÚV ČSTV, květen 1985, 174 stran
- Ing. Pavel Šimák: Historie československého basketbalu v číslech, II. část (1985-1992), Česká a slovenská basketbalová federace, březen 1993, 130 stran
- Juraj Gacík: Kronika československého a slovenského basketbalu (1919-1993), (1993-2000), vydáno 2000, 1. vyd, slovensky, BADEM, Žilina, 943 stran
- Jakub Bažant, Jiří Závozda: Nebáli se své odvahy, Československý basketbal v příbězích a faktech, 1. díl (1897-1993), 2014, Olympia, 464 stran